# Ålands Penningautomatförening
Ålands Penningautomatförening (Paf) är ett offentligrättsligt bolag med säte i Mariehamn på Åland. Föreningen har tillstånd från Ålands landskapsregering enligt lotterilagen § 12 att bedriva spelautomat-, kasino-, vadslagnings- och lotteriverksamhet på Internet, till sjöss och på Åland. Paf grundades 31 oktober 1966 och inledde sin verksamhet 1967. Överskottet från verksamheten fördelas till allmännyttiga ändamål på Åland.

## Verksamhet
Paf tillhandahåller kasinospel, sportspel, spelautomater, onlinebingo, bordsspel, jackpottar, skraplotter, lotterier och vadslagning både online och i fysiska miljöer. Bolaget samarbetar med rederier i Östersjöregionen. År 2023 hade Paf 316 anställda och en omsättning på 177,1 miljoner euro. Kunder finns i Finland, Sverige, Estland, Spanien och Lettland.

## Historia
Föreningen grundades av Folkhälsan på Åland, Rädda Barnen, Finska Röda Korset och Dagens Barn-stiftelsen.  
Verksamheten utvidgades 1973 till färjor registrerade på Åland och år 1999 lanserades internettjänster.
År 2015 förvärvade Paf det italienska spelbolaget Winga.it. Samma år öppnades ett kasino i Gibraltar i samarbete med hotellkedjan Sunborn.  
År 2024 offentliggjorde Paf målet att uppnå nettonollutsläpp av växthusgaser till 2040, ett mål validerat av Science Based Targets initiative (SBTi) och i linje med Parisavtalet.

## Fördelning av överskott
Pafs överskott fördelas av en oberoende kommitté till allmännyttiga ändamål, föreningar och välgörenhet på Åland. År 2020 uppgick det totala utdelade beloppet till 15 miljoner euro.
| Bidragstyp           | Euro      |
| -------------------- | --------- |
| Social verksamhet    | 3 500 000 |
| Miljöverksamhet      | 600 000   |
| Ungdomsverksamhet    | 612 000   |
| Idrottsverksamhet    | 1 780 000 |
| Kulturell verksamhet | 2 349 000 |
| Leaderstöd           | 27 000    |
| Evenemangsstöd       | 200 000   |
| Integration          | 30 000    |
| Övriga bidrag        | 3 000     |

## Sponsring
Sedan 2008 är Paf sponsor till Atlético de Madrid i den spanska La Liga.  
År 2009 arrangerades en vänskapsmatch mellan Atlético och IFK Mariehamn i Mariehamn.  
Paf är även näst största aktieägare i IFK Mariehamn AB.

## Spelansvar och forskning
Paf har tillsammans med Moderna Försäkringar tagit fram en spelvårdsförsäkring i syfte att motverka spelberoende.  
Sedan 2015 finansierar bolaget ett forskningsprojekt vid Stockholms universitet kring spelberoende och digital kommunikation, under ledning av professor Per Carlbring.  
Paf anordnar vartannat år konferensen Responsible Gaming Summit.

## Utmärkelser
År 2014 tilldelades Paf pris som mest ansvarstagande aktör vid eGaming Review Operator Awards i London.  
År 2020 utsågs bolaget till Sveriges mest hållbara spelföretag.  
År 2013 noterades Paf i Guinness World Records för en vinst om 17,8 miljoner euro på ett onlinespel.

## Kontroverser
År 2005 dömdes Paf för brott mot finsk spellagstiftning efter att ha marknadsfört spel på det finländska fastlandet.